# XXII династия
XXII династия — одна из династий фараонов, правивших в Древнем Египте во время третьего переходного периода.
Именуется также Ливийской династией и династией Бубастидов, так как своей резиденцией, на протяжении X—VIII веков до н. э., правители этой династии выбрали город Бубастис.

## История
Основателем династии стал Шешонк I, сын ливийского вождя Нимлота; для повышения своей легитимности он женил своего сына Осоркона I на дочери последнего фараона XXI династии Псусеннеса II.
Последние фараоны XXII династии правили параллельно с правителями XXIII и XXIV династий. Фактически область их правления ограничивалась Танисом и сопредельными территориями. Последнее упоминание о правителе XXII династии Осорконе IV относится примерно к 715 году.
Современные египтологи хронологически правление династии относят к:
- 950—730 гг. до н. э. (220 лет) — по Э. Бикерману.
- 946/945 — ок. 735 гг. до н. э. (ок. 210 лет) — по Ю. фон Бекерату.
- 943 — ок. 746 гг. до н. э. (ок. 200 лет) — по Э. Хорнунгу, Р. Крауссу и Д. Уорбертону.

Обнаруженная в 2011 году гробница KV64 показывает, что во времена XXII династии в Долине Царей хоронили не только правителей, но также жрецов и их приближённых.

## Список фараонов
| Фараон             | Хорово имя               | Правление          | Примечания |
| ------------------ | ------------------------ | ------------------ | --- |
| Шешонк I Асихис Г? | Хеджхефер Сетепенра      | 943 — 922 до н. э. | Вероятно, библейский Шишак.                                                                                     |
| Осоркон I          | Секхемкхеперра Сетепенра | 922 — 887 до н. э. | |
| Шешонк II          | Хекахеперра Сетепенра    | 887 — 885 до н. э. | |
| Такелот I          | Хеджхефер Сетепенра      | 885 — 872 до н. э. | |
| Осоркон II         | Усермаатра Сетепенамон   | 872 — 837 до н. э. | Как союзник Арама и Израиля воевал против ассирийского царя Салманасара III в битве при Каркаре (853 до н. э.). |
| Шешонк III         | Усермаатра Сетепенра     | 837 — 798 до н. э. | |
| Шешонк IV          | Неджхефер Сетепенра      | 798 — 785 до н. э. | |
| Пами               | Усермаатра Сетепенамон   | 785 — 778 до н. э. | При Пами мумификации были подвергнуты два Аписа.                                                                |
| Шешонк V           | Анхепера                 | 778 — 740 до н. э. | |
| Петубаст II        | Схетепибенра             | 740 — 730 до н. э. | |
| Осоркон IV         | Анхепера Сетепенамон     | 730 — 716 до н. э. | |